# Campionati del mondo di ciclismo su strada 2022 - Staffetta a squadre mista
La staffetta a squadre mista dei Campionati del mondo di ciclismo su strada 2022 si è svolta il 21 settembre 2022 su un percorso di 28,2 km, con partenza e arrivo a Wollongong, nel Nuovo Galles del Sud, in Australia. La medaglia d'oro fu appannaggio del sestetto della Svizzera, al suo primo successo nella specialità, il quale completò il percorso con il tempo di 33'47"17; l'argento andò al sestetto dell'Italia reduce dal bronzo dell'anno precedente e il bronzo a quello dei padroni di casa dell'Australia.
All'arrivo di Wollongong, 16 squadre su 16 partenti (15 nazionali più una selezione mista dell'Unione Ciclistica Internazionale con atleti cresciuti da essa nel World Cycling Centre di Aigle) terminarono la corsa. Per la prima volta nella disciplina parteciparono nazionali non europee, nello specifico tutte oceaniane: Australia, Samoa, Tahiti e Nuova Caledonia.

## Ordine d'arrivo
| Pos. | Corridori | Squadra              | Tempo      |
| ---- | --- | -------------------- | ---------- |
| 1    | Mauro Schmid Stefan Küng Stefan Bissegger Elise Chabbey Marlen Reusser Nicole Koller                                                    | Svizzera             | 33'47"17   |
| 2    | Edoardo Affini Matteo Sobrero Filippo Ganna Elisa Longo Borghini Elena Cecchini Vittoria Guazzini                                       | Italia               | a 2"92     |
| 3    | Michael Matthews Luke Plapp Luke Durbridge Georgia Baker Alexandra Manly Sarah Roy                                                      | Australia            | a 38"40    |
| 4    | Miguel Heidemann Jannik Steimle Nikias Arndt Liane Lippert Mieke Kröger Romy Kasper                                                     | Germania             | a 45"89    |
| 5    | Bauke Mollema Mathieu van der Poel Daan Hoole Riejanne Markus Annemiek van Vleuten Ellen van Dijk                                       | Paesi Bassi          | a 51"93    |
| 6    | Magnus Cort Nielsen Mikkel Frølich Honoré Mikkel Bjerg Julie Leth Rebecca Koerner Emma Norsgaard                                        | Danimarca            | a 58"40    |
| 7    | Eddy Le Huitouze Bruno Armirail Rémi Cavagna Aude Biannic Coralie Demay Juliette Labous                                                 | Francia              | a 58"72    |
| 8    | Nathan Van Hooydonck Quinten Hermans Pieter Serry Julie De Wilde Jesse Vandenbulcke Valerie Demey                                       | Belgio               | a 1'49"44  |
| 9    | Mateusz Gajdulewicz Maciej Bodnar Kacper Gieryk Dominika Włodarczyk Agnieszka Skalniak-Sójka Marta Jaskulska                            | Polonia              | a 1'51"58  |
| 10   | Oier Lazkano Raúl García Pierna Iván Romeo Lourdes Oyarbide Sandra Alonso Idoia Eraso                                                   | Spagna               | a 2'43"99  |
| 11   | Tobias Bayer Sebastian Schönberger Felix Gall Christina Schweinberger Anna Kiesenhofer Carina Schrempf                                  | Austria              | a 3'30"30  |
| 12   | Vitaliy Buts Mykhaylo Kononenko Vitaliy Novakovskyi Daryna Nahuliak Maryna Varenyk Iryna Semenova                                       | Ucraina              | a 4'51"49  |
| 13   | Hamza Amari (ALG) Negasi Haylu Abreha (ETH) Kiya Rogora (ETH) Selam Amha Gerefiel (ETH) Maude Elaine le Roux (RSA) Nesrine Houili (ALG) | World Cycling Centre | a 4'59"11  |
| 14   | Taruia Kraine Kahiri Endeler Teva Poulain Élodie Touffet Kylie Crawford Tekau Hapairai                                                  | Tahiti               | a 7'03"05  |
| 15   | Rayann Lacheny Florian Barket David Schavits Manon Brasseur Sandra Gayral Patricia Thémereau                                            | Nuova Caledonia      | a 8'21"60  |
| 16   | Raea Khan Wally Collins Gideon Mulitalo Pearl Harris-Blain Jordan Afoa Urlin Mulitalo                                                   | Samoa                | a 17'58"46 |